# ハンガリーによるヴィディン占領

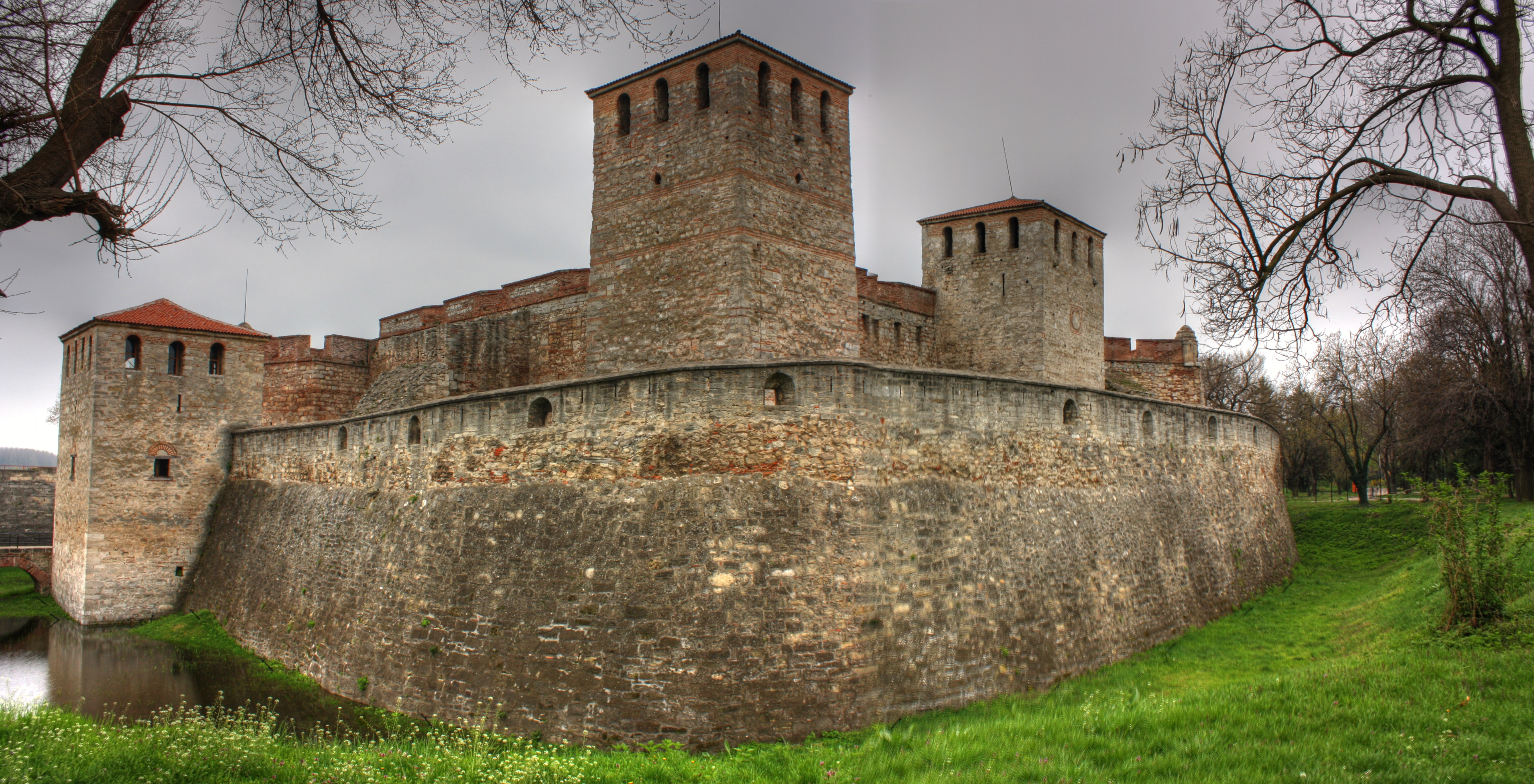
ババ・ヴィーダ、中世ヴィディンの要塞である。

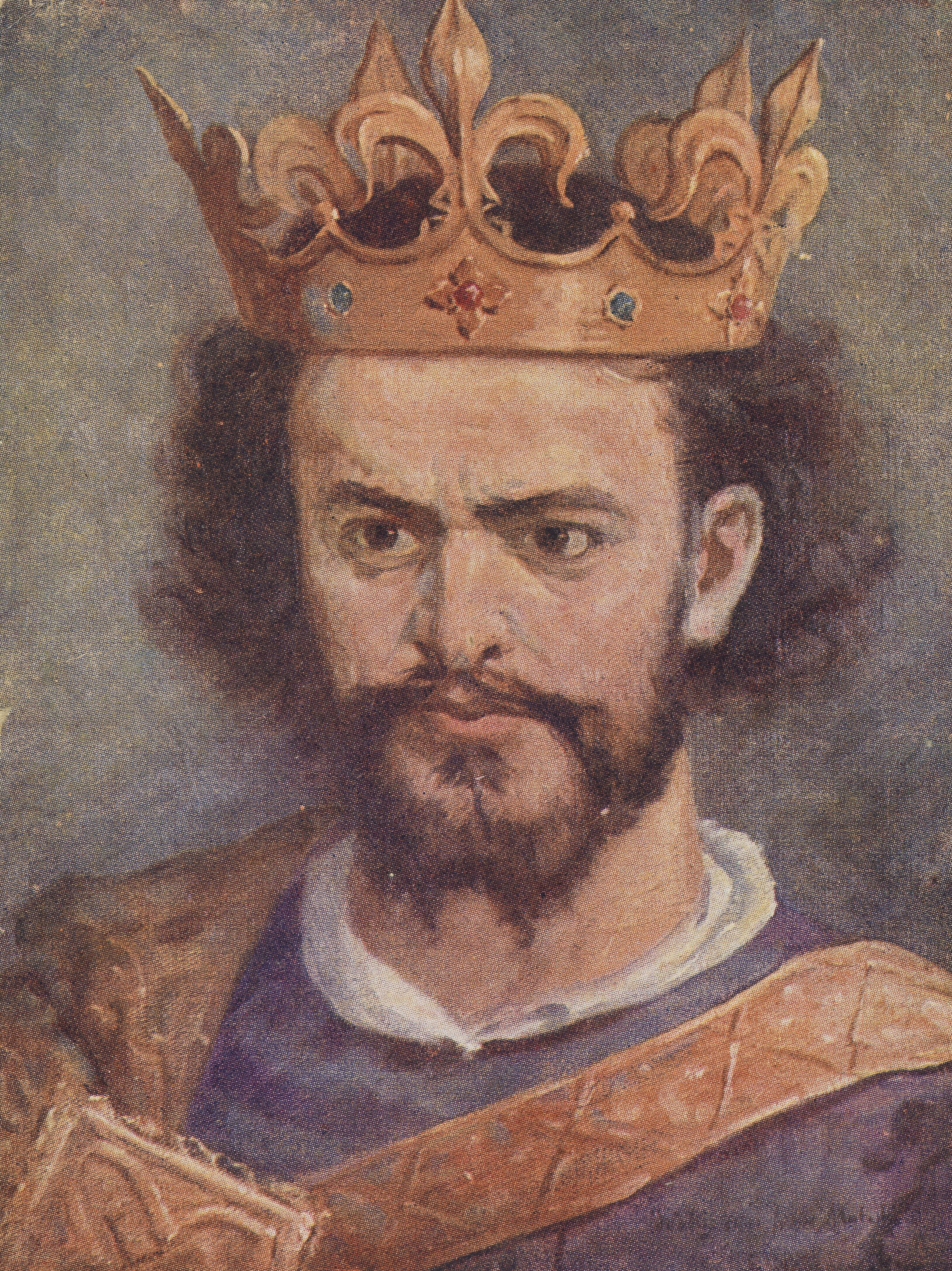
ラヨシュ1世騎士王の肖像画。ヤン・マテイコ画

ハンガリーによるヴィディン占領は、今日の北ブルガリア・ヴィディン（ハンガリー語ではBodony）一帯における都市及び地域の歴史のうち、1365年から1369年までの間にハンガリー王国の支配下におかれた時期を指す。
1359年から1360年以前に第二次ブルガリア帝国の帝位継承者であったイヴァン・スラツィミール（Иван-Срацимир）は、ヴィディンの所領にて独自の支配権を打ち立てて次第に事実上独立するようになった。1365年初頭に以前の王にならって自身の称号の中で"ブルガリア国王" (rex Bulgariae) を名乗っていたハンガリーのラヨシュ1世騎士王は、イヴァン・スラツィミールに対して自身への宗主権を認めて封臣となるよう要求した。これをスラツィミールが拒絶すると、ラヨシュ1世はヴィディン帝国（Видинско царство）を攻略すべく遠征に着手した。1365年5月1日にラヨシュ1世はハンガリーを出立して30日にはヴィディンに到着し、短期間の攻城戦の後に6月2日に帝都を落とした。
ハンガリー人はイヴァン・スラツィミールとその家族を捕虜として、今日のクロアチア・ボシリェヴォ（Bosiljevo）に位置するフムニク要塞に監禁した。それから程なくしてハンガリー軍は、ヴィディン帝国一帯を占領して、バンが統治するハンガリー王国の一地区に組み入れた。当初はブラチスラヴァのバンであるヒムフィ・ペータルが統治して、それから "トランシルバニアのヴォイヴォダ、ヴィディンの総督、テメシュ・ソルノク両伯領の統治者" の称号を有するラチュクフィ・ディオニシュによって統治された。
これらの行政的な支配が確立された後にハンガリーは、フランシスコ会の修道士の援助の下で、現地民のブルガリア正教会からカトリック教会への改宗を始めた。ごく短期間であったにもかかわらず、これが最初期におけるハンガリーの宣教師の教区の一つとなった。ハンガリー側の資料によれば、フランシスコ会は20万人もしくは住民の3分の1を改宗させたということであるが、確実に改宗したのはイヴァン・スラツィミールとその家族のみであることから、その実態は概して誇張されており非現実的である。この宗教的不寛容は、ハンガリーの君主権に対する不人気という態度として反映されており、同時期における正教会の宗教書の欄外では以下のように証言する：「この本はハンガリー人がヴィディンを支配し、住民にとって非常に苦しみをもたらした日々に罪深い無知なドラガンとその兄弟ライコによって書かれた」。
イヴァン・スラツィミールの父でブルガリアのタルノヴォの統治者であるツァール・イヴァン・アレクサンダル（Иван-Александър）は、ハンガリーの侵攻と息子の虜囚に対してどうすることも出来なかった。しかし数年後にイヴァン・アレクサンダルは、東ローマ皇帝ヨハネス5世パレオロゴスのヴィディンでの抑留とサヴォイア伯国のアメデーオ6世緑衣伯（Amedeo VI di Savoia）によるブルガリアの黒海沿岸（Българско Черноморие）への遠征を機に正教徒どうしの連携によるヴィディンへの救援を実現した。イヴァン・アレクサンダルは東ローマ帝国にネセバル(Messembria)南部の黒海の港の返還を申し出ることで同盟に参加させたが、ヨハネス5世はワラキアのヴォイヴォダ・ヴラディスラヴ1世（Vladislav I al Țării Românești）に180,000 フローリン支払わらなければならなかった。その見返りとしてヴラディスラヴ1世はヴィディンを奪取してイヴァン・アレクサンダルに譲渡した。
1369年にハンガリーによるヴィディン占領は終焉を迎えた。ハンガリー軍がその後一時的にヴィディンを再征服するなど、初期の反攻は全面的に成功したわけではなかったものの、これによってハンガリー王国は、イヴァン・アレクサンダルの同盟者であるヴラディスラヴ1世と半独立国家ドブロジャ専制公国（bg:Добруджанско деспотствоの専制公・ドブロティツァ（Добротица）との交渉につくこととなり、ヴィディンはブルガリアの領土に戻された。イヴァン・スラツィミールはヴィディン地方の統治者に戻ったのは1369年の秋と推定される。